# HMS Hercules (1910)
Pour les autres navires du même nom, voir HMS Hercules.
Le HMS Hercules est un cuirassé Dreadnought de classe Colossus construit au Royaume-Uni pour la Royal Navy. Lancé le 10 mai 1910, il participe notamment à la bataille du Jutland et à de nombreuses opérations en mer du Nord, avant d'escorter les navires allemands à Scapa flow après l'armistice. Mis en réserve en 1919, il est vendu pour démolition en 1921. 

## Conception
En 1908, des rumeurs font état de la construction dans le plus grand secret de Dreadnoughts par l'Empire allemand ; ces navires seraient capables de surpasser ceux de la Royal Navy. Ainsi un rapport prévoit qu'au printemps 1912, les deux marines disposeraient de 21 cuirassés chacune. Churchill ne croit pas un seul instant en ces rumeurs, mais les partisans de celles-ci demandent que la classe de cuirassés prévue pour 1909 passe de quatre à huit navires (« We Want Eight and we Won't Wait »). Les chiffres rapportés d'Allemagne, bien qu'incorrects pour la plupart, fournissent néanmoins un prétexte à l'Amirauté : elle demande ainsi la construction de six navires : cela permet de rétablir des budgets qui avaient été annulés par le gouvernement. Le Cabinet, sous pression, demande finalement la construction de huit navires : deux cuirassés similaires au HMS Neptune, et six plus grands, munis de canons de 13,5 pouces (343 mm). Les deux premiers deviennent la classe Colossus, et quelques améliorations sont apportées : les tourelles centrales sont rapprochées, des tubes lance-torpilles de 21 pouces (533 mm) sont installés, le blindage est réorganisé afin de mieux protéger les positions de tir.
Le Hercules est armé de 10 canons de 12 pouces BL Mk XI répartis en 5 tourelles doubles, de 16 canons de 4 pouces BL Mk VII et de 2 tubes lance-torpilles de 21 pouces (533 mm), un à l'avant et l'autre à l'arrière. 18 chaudières Yarrow alimentent les 4 turbines Parsons qui développent 25 000 chevaux ; le cuirassé peut ainsi filer 21 nœuds (39 km/h). Pouvant emporter jusqu'à 2 900 tonnes de charbon et 800 tonnes de fioul, le navire peut parcourir 6 680 milles marins (12 370 km) à une vitesse de 10 nœuds (19 km/h).

## Histoire
La construction du Hercules débute le 30 juillet 1909. Il est lancé le 10 mai 1910 et entre en service en août 1911 en tant que navire amiral de la 2e division de la Home Fleet. Il est le navire amiral de la 2e escadre de juillet 1912 à mars 1913. Le 22, pendant une tempête, il entre en collision avec un navire à vapeur mais ne souffre que de dommages superficiels. Il rejoint alors la 1re escadre et est transféré dans la 8e escadre de la Grand Fleet en août 1914. Il participe ainsi à la bataille du Jutland, prenant part au gros du combat et évitant une torpille ; il en sort indemne et aucune victime n'est à déplorer. Le Hercules devient alors le navire amiral de la 4e escadre (en) jusqu'en 1918. En novembre 1918, après la signature de l'armistice, il escorte la flotte allemande à Scapa Flow et transporte la commission navale alliée à Kiel. Il est finalement vendu pour démolition en novembre 1921.